# Maria Lassnig
Maria Lassnig   (Kappel am Krappfeld, 8 de setembre de 1919 - Viena, 6 de maig de 2014) va ser una artista austríaca, coneguda pels seus autoretrats i la seva teoria sobre la "consciència corporal".
Durant la Segona Guerra Mundial va estar represaliada i acusada de fer "art degenerat" pels nazis. Posteriorment s'instal·là a París on va inspirar-se, entre d'altres, en l'art d'André Breton. Durant els anys 50 i 60 va ser activa en el moviment informalista i posteriorment va viure entre París, Viena i Nova York, on s'inicià en la cinematografia. La seva obra artística es va orientar de nou envers el realisme, i al costat de retrats i natures mortes va pintar centenars d'autoretrats de "consciència corporal".
Va ser la primera dona a guanyar el Gran Premi Estatal d'Àustria el 1988 i va guanyar també el premi Max Beckmann (2004) i la Medalla d'Àustria per les Arts i les Ciències (2005), el Lleó d'Or a la trajectòria de la Biennal de Venècia (2013).
Va viure i treballar a Viena, on va ser docent a l'Acadèmia de Belles Arts, entre 1980 i la seva mort.